# Sundergrund (Zillertaler Alpen)
Der Sundergrund ist ein Seitental des Zillergrunds in den Zillertaler Alpen in Tirol. Er wird vom Sunderbach durchflossen.

## Geographie
Der Sundergrund zweigt auf rund 1260 m ü. A. vom Zillergrund Richtung Süden ab und verläuft relativ geradlinig rund 8 km bis zum Zillertaler Hauptkamm. Im Osten trennt der von der Napfspitze (3144 m ü. A.) ausgesendete Riblerkamm den Sundergrund von der Hundskehle, im Westen der Ahornkamm mit der Rosswandspitze (3157 m ü. A.) vom Stilluptal. Am Talschluss besteht über das Hörndljoch (2553 m ü. A.) ein hochalpiner Übergang in das Südtiroler Ahrntal. Im Talschluss, auf über 2200 m ü. A. befinden sich die Moore Mösla und Langeben. Die Westseite wird vom Grasleitenkees eingenommen. Über die steilen Seitenwände ergießen sich zahlreiche Wasserfälle. Das Tal ist wenig erschlossen, die einzige bewirtschaftete Hütte ist die Kainzenhüttenalm auf 1550 m ü. A.

## Geologie
Der Sundergrund ist ein von Gletschern geformtes Trogtal, das in den kristallinen Fels des Zentralgneises eingeschnitten ist. Am Talboden des Sundergrunds fehlen glaziale Ablagerungen, sie sind komplett mit Geröllhalden und Murgangablagerungen bedeckt. Die meisten der Schwemmfächer bestehen aus kantigen Felsen mit bis zu 10 m Durchmesser. Am Talschluss, unterhalb des Hollenzkofel befindet sich ein aktiver Blockgletscher, der bis auf 2370 m ü. A. herunterreicht.